# پیلتون، راتلند
پیلتون (به انگلیسی: Pilton) یک روستا و محله مدنی در بریتانیا است که در راتلند واقع شده‌است. پیلتون ۳۹ نفر جمعیت دارد.